# Унже-Павинське сільське поселення
У́нже-Па́винське сільське поселення (рос. Унже-Павинское сельское поселение) — сільське поселення у складі Таборинського району Свердловської області Росії.
Адміністративний центр — присілок Унже-Павинська.
Населення сільського поселення становить 240 осіб (2019; 353 у 2010, 1248 у 2002).
Станом на 2002 рік існувало 3 сільських ради: Носовська сільська рада (присілок Носово, селища Дубровино, Новоселово), Озерська сільська рада (присілки Александровська, Ехталь, Єфимовська, Озерки, Чирки, селище Томський) та Чернавська сільська рада (присілки Гришино, Кошня, Павинська, Унже-Павинська, Чернавська, селище Якшино).

## Склад
До складу сільського поселення входять:
| Населений пункт           | Населення, осіб (2002) | Населення, осіб (2010) |
| ------------------------- | ---------------------- | ---------------------- |
| Александровська, присілок | 1                      | 0                      |
| Гришино, присілок         | 0                      | -                      |
| Дубровино, присілок       | 0                      | -                      |
| Ехталь, присілок          | 12                     | 6                      |
| Єфимовська, присілок      | 1                      | 0                      |
| Кошня, присілок           | 0                      | -                      |
| Новоселово, селище        | 350                    | 11                     |
| Носово, присілок          | 1                      | 0                      |
| Озерки, присілок          | 209                    | 148                    |
| Павинська, присілок       | 0                      | -                      |
| Томський, селище          | 188                    | 0                      |
| Унже-Павинська, присілок  | 157                    | 153                    |
| Чернавська, присілок      | 60                     | 14                     |
| Чирки, присілок           | 5                      | 3                      |
| Якшино, селище            | 264                    | 18                     |